# Paul Rivenc
 (juin 2023).
Paul Rivenc est un universitaire linguiste français né à Carmaux dans le Tarn le 29 juillet 1925 et mort le 5 mai 2019 à Toulouse.

## Biographie
Paul Rivenc est entré au lendemain de la guerre à l'École Normale Supérieure de Saint-Cloud. Il devient alors l'assistant de Georges Gougenheim, Professeur à la Sorbonne, lors des enquêtes sur le français parlé et de la réalisation du Français fondamental, à partir duquel une équipe réunie par Paul Rivenc réalise une nouvelle méthode d'enseignement du français, puis d'autres langues, se fondant sur des travaux basés sur la « langue parlée ». Paul Rivenc contribue avec Georges Gougenheim à la fondation du Centre de recherche et d'étude pour la diffusion du français (CREDIF) dont il est directeur-adjoint jusqu'en 1965. 
Créateur, avec Petar Guberina, de la méthodologie structuro-globale audiovisuelle (SGAV), Paul Rivenc a été codirecteur d’une collection de cours de langues chez l’éditeur Didier, et cofondateur de l'association internationale SGAV. Dans ses travaux, il aborde des aspects totalement neufs, comme par exemple l'utilisation du multimédia et de la vidéo dans l’apprentissage des langues. Il travaille principalement sur les programmes d’enseignement du français, de l’espagnol et du portugais, et publie une cinquantaine d’ouvrages ou d'articles au cours de sa carrière.
Professeur émérite de linguistique, de sémiotique et de didactique des langues à l'université de Toulouse-Le-Mirail dont il a dirigé durant plusieurs années le département de FLE, Paul Rivenc a enseigné dans cette université de 1965 à 1994 ; il a poursuivi ses travaux de recherche et ses publications jusqu’en 2004. Il a dirigé et fait soutenir 52 thèses de Doctorat en Linguistique et en Didactique des langues-cultures (étudiants français et étrangers).